# FUNKASY
「FUNKASY」（ファンカジー）は、SUPER BUTTER DOGのアルバム。

## 収録曲
1. コミュニケーション・ブレイクダンス
作詞・作曲：永積タカシ
2. FUNKYウーロン茶
作詞：永積タカシ・池田貴史、作曲：池田貴史
3. セ・ツ・ナ
作詞：永積タカシ、作曲：竹内朋康
「FUNKYウーロン茶」カップリング曲
4. 日本男子
作詞・作曲：永積タカシ
5. FUNKY労働者
作詞：永積タカシ、作曲：TOMOHIKO
6. Blackpage
作曲：竹内朋康
7. Midnightついてない -都会花編（プラタナス）-
作詞・作曲：永積タカシ
8. ボーイ風なガール
作詞・作曲：永積タカシ
9. Rainyway
作詞：永積タカシ、作曲：竹内朋康
10. コラ!
作詞・作曲：永積タカシ
「Rainyway」カップリング曲
11. エ!?　スネ毛
作詞・作曲：永積タカシ